# Enrique Grau
Enrique Grau (* 18. Dezember 1920 in Panama-Stadt; † 1. April 2004 in Bogotá) war ein kolumbianischer Maler und Bildhauer. Er war bekannt für seine Darstellungen indianischer und afro-kolumbianischer Figuren und gehörte zusammen mit Fernando Botero und Alejandro Obregón zu den bedeutendsten Künstlern des 20. Jahrhunderts in Kolumbien.

## Leben
Geboren in Panama als Kind kolumbianischer Eltern, wuchs Grau in der kolumbianischen Küstenstadt Cartagena auf. 1940 ging Grau mit einem Stipendium nach New York, um an der Art Students League of New York zu studieren. Dort wurde er Schüler von George Grosz, der Graus Frühwerk durch seinen sozialkritisch-expressionistischen Stil beeinflusste. 1950–1952 und 1957–1963 war Grau Professor für Malerei und Grafik an der Nationalen Universität Bogotá und 1961–1963 an der Universidad de los Andes in Bogotá.
In Graus frühem Werk drückt sich die Verwandtschaft mit den Literaten und Künstlern der Cueva de Barranquilla (Gabriel García Márquez, Alvaro Cepeda Samudio, Alfonso Fuenmayor u. a.) aus.
1954 reiste Grau nach Italien und erlernte in Florenz an der Kunstschule San Marco Ätz- und Freskotechniken. Hier stand er unter dem Einfluss des Kubismus und insbesondere Pablo Picassos, wie z. B. sein Bild La Pitonisa de Florencia (1955) zeigt. 1956 stellte er im Ausland (in Paris) aus, 1957 erstmals in den USA (in Washington und New York) und im gleichen Jahr erstmals in Kolumbien auf dem X. Salón Nacional de Artistas, wobei sich in seinem Werk der Einfluss Alejandro Obregóns geltend machte.
Seit 1959 pflegte Grau einen realistischen bis naturalistischen, teils phantastischen, teils eleganten Stil, wobei er rhythmische Gliederung, geometrische Formen, Rundungen und Volumen betonte und sich verschiedener grafischer und Maltechniken bis hin zur Pastellmalerei bediente. Hommage an Delacroix, 1961, zeigt programmatisch seine Abkehr vom Kubismus. Seine Idee, figürliche Darstellungen von „Weißen“, „Schwarzen“ und „Eingeborenen“ mit Gegenständen wie Masken, Eiern, Früchten oder Käfigen zu verbinden, brachte ihm internationalen Ruhm. Seine Arbeiten wurden im New Yorker Guggenheim-Museum und im Pariser Museum der Modernen Kunst gezeigt. In seinen letzten Lebensjahren beschäftigte er sich mit Darstellungen der tropischen Fauna und Flora, so in seiner Bildserie El pequeño viaje del barón Von Humboldt.
Enrique Grau starb im Alter von 83 Jahren an den Folgen einer Lungenkrankheit, an der er seit längerer Zeit litt.
Grau schenkte seiner Heimatstadt Cartagena 1.300 Bilder und Skulpturen, darunter auch einige Werke anderer Künstler. Die wichtigsten Werke der Schenkung sind im Museo de arte moderno von Cartagena zu sehen, dessen Direktor Grau von 1972 bis 1992 war; weitere Werke befinden sich im 2008 gegründeten Museo Casa Grau, seinem Wohnhaus.

## Auszeichnungen (Auswahl)
- 1957: Erster Nationalpreis für Malerei im X. Salón Nacional de Artistas de Colombia für Elementos bajo un eclipse
- 1962: Preis des Erziehungsministeriums im XIV. Salón de Artistas Colombianos
- 1969: Ehrendoktorat der Universidad de Cartagena
- 1986: Medaille des Instituto Colombiano de Cultura
- 1991: Großkreuz des Nationalen Verdienstordens des Präsidenten der Republik Kolumbien
- 1991: Großkreuz des Ordens Rafael Nuñez des Gouverneurs von Bolivar, Cartagena
- 1991: Ehrenbürger von Cali